# Tchinguiz Huseynov
Tchinguiz Huseynov (en azéri : Çingiz Həsən oğlu Hüseynov ), né le 20 avril 1929 à Bakou (Azerbaïdjan) et mort le 8 janvier 2024 à Jérusalem, est un écrivain, critique littéraire, traducteur soviétique et azerbaïdjanais .

## Études
En 1947, Tchinguiz Huseynov part étudier à Moscou. En 1952, il est diplômé de la Faculté de philologie de l'université d'État de Moscou, et de l'Institut d'études orientales de l'Académie des sciences de l'URSS en 1956. Il soutient sa thèse « Village agricole collectif d'après-guerre en prose azerbaïdjanaise. En 1978, il soutient sa thèse de doctorat : Formes de communauté de la littérature multinationale soviétique .

## Parcours professionnel
- 1955-1971 : consultant à la Commission des littératures des peuples de l'URSS à l'Union des écrivains soviétiques
- 1959 : Membre de l'Union des écrivains de l'URSS
- 1972-1991 : Académie des sciences sociales du Comité central du PC (professeur agrégé, professeur du Département de littérature et d'art)

- 1996-2012 : Université d'État de Moscou (département d'histoire de la littérature russe des temps modernes et contemporains)
- 1992-2023 : Académie de reconversion des travailleurs de l'art, de la culture et du tourisme auprès du ministère de la Culture de la fédération de Russie (département des sciences humaines)
- 1960-2013 : lecteur sur les questions de cultures nationales, de langues, d'histoire de la littérature des peuples de l'URSS en Hongrie et en Allemagne, en Pologne, en Bulgarie, à l’Institut des États-Unis pour la paix, à la Sorbonne, à l’université d'Ankara.

## Activité pédagogique
Tchinguiz Huseynov prépare plus de quarante étudiants diplômés, trois docteurs ès sciences. Il fait des présentations sur l'Islam dans le contexte du judaïsme et du christianisme, notamment en 2007 lors de la conférence du Bureau de l'UNESCO à Moscou (« Dialogue interculturel et interreligieux pour le développement durable »).
Depuis 2014, il vit à Jérusalem. Il est l'un des organisateurs du séminaire de Jérusalem « Trialogue des religions ». Les deux premiers livres de l’écrivain, publiés en russe à Moscou par la maison d’édition « L’écrivain soviétique » : Le vent sur la ville (1965) et La maison du coin : contes et histoires (1975), sont passés inaperçus.

## Activité littéraire
La popularité est apportée par le premier roman : 
- Magomed, Mamed, Mamish (première édition : M., 1975) - un roman sur la perte d'une personne, dans un état mafieux. Le roman a été traduit en plusieurs langues (allemand, anglais, letton, turc et autres)[3]. Magomet, Mamed, Mamish est présenté à plusieurs reprises, notamment au Théâtre Ilkhom en 1979.
- Le roman Secrets de famille  (Moscou, 1986, édition augmentée - 1991) parle de la domination d'un clan de haut rang, dictant les conditions de vie à l'échelle d'une société en dégénérescence.
- Roman historique,  Fatali fatal  (M., 1983) recrée les relations russo-caucasiennes au XIXe siècle.
- Le roman Docteur « N » (en deux livres. M., 1998), ou Les pages d'un roman non écrit qui n'existe que dans l'imagination, couvre les événements survenus en Russie et dans le Caucase au début du XXe siècle et l'effondrement de l'empire.
- L'histoire Le passé est à la rencontre (M., 2009)

Les archives littéraires de Tchinguiz Huseynov se trouvent dans les archives de l'Institut de l'Europe de l'Est, à Brême.